# Robert Metcalfe
Robert Metcalfe (Brooklyn (Nova York), 1946) és un pioner estatunidenc en el camp de la tecnologia que va inventar l'estàndard Ethernet, va cofundar l'empresa 3Com i va formular la Llei de Metcalfe.
Es va llicenciar al MIT en enginyeria elèctrica i en direcció d'empreses (per l'Sloan School of Management del MIT). Es va doctorar a la Universitat Harvard, amb una tesi sobre commutació de paquets (escrita mentre treballava al Projecte MAC del MIT).
Bob Metcalfe treballava a Xerox PARC el 1973 quan va inventar Ethernet, un estàndard que permet connectar ordinadors a poca distància. El 1979, Metcalfe va deixar PARC per fundar l'empresa 3Com, dedicada a la fabricació d'equipament per xarxes d'àrea local.
El 1980 va rebre el Premi Grace Murray Hopper de l'Association for Computing Machinery per la seva feina al camp del desenvolupament de xarxes locals, concretament d'Ethernet.
El 1990, Metcalfe va marxar de 3Com, després d'una picabaralla amb la junta directiva i, des d'aleshores es dedica a escriure i a fer conferències.
Metcalfe ha rebut uns quants premis, com ara la Medalla d'Honor IEEE i la Medalla Nacional de Tecnologia i Innovació pel seu treball desenvolupant tecnologia Ethernet. El 2023 va rebre el premi Turing, la màxima distinció en informàtica. Del 2011 al 2021, va ser professor d'innovació i emprenedoria a la Universitat de Texas a Austin.

## Biografia
Robert Metcalfe va néixer el 1946 a Brooklyn, Nova York. El seu pare era un tècnic de proves especialitzat en giroscopis. La seva mare era mestressa de casa que més tard es va convertir en secretària a la Bay Shore High School. Metcalfe es va graduar d'aquesta escola el 1964.
Metcalfe es va graduar a l'Institut Tecnològic de Massachusetts el 1969, rebent dos títols de llicenciat en ciències en enginyeria elèctrica i gestió industrial. Després va anar a la Universitat Harvard i va rebre un màster en ciències en matemàtiques aplicades el 1970 i un doctorat en informàtica el 1973.
Metcalfe i la seva dona Robyn tenen dos fills.

## Carrera
Mentre cursava el seu doctorat en informàtica, Metcalfe va ocupar una feina al Projecte MAC del MIT després que Harvard li negués el permís per connectar la universitat a l'aleshores nou ARPANET. A MAC, Metcalfe va ser responsable de construir part del maquinari que enllaçaria els miniordinadors del MIT amb ARPAnet. Metcalfe va fer d'ARPAnet el tema de la seva tesi doctoral, però Harvard la va rebutjar inicialment. Metcalfe va decidir com millorar la seva tesi mentre treballava a Xerox PARC, on va llegir un article sobre la xarxa ALOHA a la Universitat de Hawaii. Va identificar i solucionar alguns dels errors del model AlohaNet, i després va afegir aquest treball a la seva tesi revisada. Després va ser acceptat per Harvard, que li va concedir el doctorat.
Metcalfe treballava a PARC l'any 1973 quan ell i David Boggs van inventar Ethernet, inicialment com a estàndard per connectar ordinadors a distàncies curtes. Més tard va recordar que Ethernet va néixer el 22 de maig de 1973, el dia que va fer circular una nota titulada Alto Ethernet que contenia un esquema aproximat de com funcionaria. «Aquesta és la primera vegada que Ethernet apareix com a paraula, igual que la idea d'utilitzar coaxial com a èter, on les estacions participants, com a AlohaNet o ARPAnet, injectarien els seus paquets de dades, viatjarien a megabits per segon, hi hauria col·lisions, retransmissions i retrocés», va explicar Metcalfe. Boggs va argumentar que una altra data va ser el naixement d'Ethernet: l'11 de novembre de 1973, el primer dia que el sistema va funcionar realment.
El 1979, Metcalfe va marxar de PARC i va cofundar 3Com, un fabricant d'equips de xarxa informàtica, al seu apartament de Palo Alto. 3Com es va convertir en un proveïdor líder de solucions de xarxa i Ethernet es va convertir en l'estàndard de xarxa dominant per a xarxes d'àrea local (LAN). El 1980 va rebre el premi ACM Grace Hopper per les seves contribucions al desenvolupament de xarxes locals, concretament Ethernet. L'any 1990, el consell d'administració de 3Com va nomenar com a conseller delegat Éric Benhamou en lloc de Metcalfe, que aleshores va deixar l'empresa. Va passar 10 anys com a editor i expert, escrivint una columna a Internet per a InfoWorld. El 1996, va cofundar Pop!Tech, una conferència executiva de tecnologia. Es va convertir en capitalista de risc el 2001 i, posteriorment, soci general de Polaris Venture Partners.
Del 2011 al 2021, va ser professor a la Universitat de Texas a la Cockrell School of Engineering d'Austin, especialitzat en iniciatives d'innovació. Metcalfe va ser un ponent principal al Congrés de futurs líders científics i tecnològics del 2016 i, el 2019, va presentar la Conferència Memorial Bernard Price a Sud-àfrica. El juny de 2022, Metcalfe va tornar al MIT unint-se al Laboratori d'Informàtica i Intel·ligència Artificial com a investigador afiliat i enginyer computacional, treballant amb el Julia Lab del MIT.

## Premis
El 1996, Metcalfe va rebre la Medalla d'Honor IEEE pel lideratge exemplar i sostingut en el desenvolupament, estandardització i comercialització d'Ethernet. L'any següent, va ser elegit membre de la National Academy of Engineering per al desenvolupament d'Ethernet. Va rebre la Medalla Nacional de Tecnologia el 2003 pel lideratge en la invenció, estandardització i comercialització d'Ethernet. L'octubre de 2003, va rebre el Premi Marconi per inventar l'Ethernet i promulgar la seva Llei d'utilitat de xarxa basada en el quadrat dels nodes.
Metcalfe va ser inclòs al National Inventors Hall of Fame el 2007, pel seu treball amb la tecnologia Ethernet. El 2008, va rebre el Premi Fellow del Computer History Museum per les contribucions fonamentals a la invenció, estandardització i comercialització d'Ethernet.
El març de 2023, Metcalfe va rebre el premi Turing de l'Associació 2022 de maquinària informàtica per les seves contribucions a la invenció de la tecnologia Ethernet.

## Col·lapse d'Internet previst
L'any 1995, Metcalfe va argumentar que Internet patiria un col·lapse catastròfic l'any següent; va prometre menjar-se les seves paraules si no ho feia. Durant la seva conferència magistral a la sisena Conferència Internacional World Wide Web el 1997, va agafar una còpia impresa de la seva columna que va predir el col·lapse, la va posar en una batedora amb una mica de líquid i després va consumir la massa polposa. Havia suggerit que les seves paraules s'imprimissin en un pastís molt gran, però el públic no acceptaria aquesta forma de menjar-se les seves paraules.

## Obres seleccionades
- " Packet Communication ", MIT Project MAC Technical Report MAC TR-114, desembre de 1973 (una versió refosa de la tesi de Harvard de Metcalfe)
- "El zen i l'art de vendre", Technology Review, maig/juny de 1992[31]